# Złotnikowa Kopa
Złotnikowa Kopa (słow. Svišťová kopa) – wzniesienie o wysokości 2259 m n.p.m. znajdujące się w głównej grani Tatr w słowackiej części Tatr Wysokich. Od masywu Świstowego Szczytu na południowym zachodzie oddzielona jest siodłem Złotnikowej Ławki, a od Złotnikowej Czuby na północnym wschodzie oddziela ją szerokie siodło Świstowej Przełęczy. Na wierzchołek Złotnikowej Kopy nie prowadzą żadne znakowane szlaki turystyczne, jest ona dostępna jedynie dla taterników.
W stronę Doliny Staroleśnej (dokładnie Pustej Kotliny) Złotnikowa Kopa opada niewysokim trawiasto-piarżystym zboczem, natomiast w kierunku doliny Rówienki ma dość wysokie urwisko skalne.
Nazwa Złotnikowej Kopy, podobnie jak i innych sąsiadujących „złotnikowych” obiektów, pochodzi od Złotnikowego Ogrodu znajdującego się w dolinie Rówienki.

## Historia
Pierwsze wejścia turystyczne:
- August Otto i Johann Hunsdorfer (senior), 20 lipca 1897 r. – letnie,
- Arno Puškáš i towarzysze, 3 marca 1955 r. – zimowe (pierwsze zarejestrowane, wchodzono już wcześniej).